# تب هیجانی شدید (فیلم ۲۰۰۵)
تب هیجانی (به انگلیسی: Fever Pitch) فیلمی محصول سال ۲۰۰۵ و به کارگردانی برادران فارلی است. در این فیلم بازیگرانی همچون درو بریمور، جیمی فلن، جیسون اسپیواک، لنی کلارک، آیونی اسکای، شیوون فالون هوگان، کی‌دی استریکلند، ماریسا جرت وینوکر، جیمز سیکینگ، زن گسنر، ویلی گارسون، جوبت ویلیامز، شارلوت سالیوان، اندرو ویلسون، جکی باروس، استیون کینگ، آرماندو ریسکو، جک کهلر ایفای نقش کرده‌اند.

## خلاصه
«بن» (فالن)، معلم دبیرستان، با «لینزی» (باریمور) که کسب و کار موفقی هم دارد، آشنا می شود. «بن» و «لینزی» در ظاهر وجه مشترکی ندارند، ولی به هرحال با هم جور می شوند و رابطه ی عاطفی عمیقی بین شان به وجود می آید. اما پس از مدتی، «لینزی» تازه پی می برد که عشق واقعی زندگی «بن» چیست: تیم بیس بال ردساکس بوستن.